# Jadranka Kosor
Jadranka Kosor (Pakrác, 1953. július 1.) horvát politikus, a Horvát Köztársaság 9. miniszterelnöke 2009. júliusától 2011. decemberéig. Az első és eddig egyetlen nő, aki Horvátország miniszterelnöke lett a függetlenség elnyerése óta.

## Élete
Jadranka Kosor Pakrácon született Mirko Kosor és Zorica Belan gyermekeként. Az általános iskolát Pakracon végezte. Szülei kétéves korában elváltak, gyermekkorát a nagymamájával élte. Gyermekkori barátai csinos, okos és társaságkedvelő lányként írják le, aki imádta a költészetet és dalokat írt. Indult a lipiki uszoda szépségversenyén, ahol második helyezést ért el. Ezután a Zágrábi Egyetem Jogi karán tanult, ahol jogi diplomát szerzett, majd 1972-től a „Večernji list” és a „Radio Zagreb” tudósítójaként újságíróként kezdett dolgozni. 1971-ben a Matica hrvatska pakráci szervezetének gondozásában megjelent „Koraci” című verseskötete. A horvátországi háború idején rádiós újságíróként dolgozott, és műsorában olyan háborús témákat dolgozott fel, mint a menekültproblémák és a rokkant háborús veteránok ügye. Ez idő alatt rövid ideig a BBC tudósítójaként is dolgozott. Angolul és németül beszél.

## Politikai tevékenysége
Jadranka Kosor a Horvát Demokratikus Közösség (HDZ) tagjaként 1995-ben lett képviselő a horvát parlamentben. A horvát parlament alelnöke volt. 1999 és 2000 között a HDZ Katarina Zrinski Nőszövetségének elnöke volt. Neki köszönhető, hogy a 2000-es választásokon a HDZ női jelöltjeinek száma megduplázódott. 1995 és 1997 között Kosor a HDZ párt alelnöke volt, majd 2002-től 2009-ig a pártelnöki tisztséget töltötte be. 2003-ban Ivo Sanader horvát kormányában a családdal, a veteránokkal és a generációk közötti szolidaritással foglalkozó miniszter lett. A 2005-ös elnökválasztáson a HDZ őt választotta elnökjelöltjének. Az első körben néhány százalékkal megelőzte Boris Mikšićet, így a második helyen végzett. Ezután a második körben Stjepan Mesić-csel mérkőzött meg, de veszített. Miután Ivo Sanader lemondott 2009 júliusában őt iktatták be a Horvát Demokratikus Közösség elnöki tisztségébe. Sanader miniszterelnök lemondását követően, 2009. július 3-án a köztársasági elnök őt bízta meg a kormányalakítással.

### Miniszterelnökként
A kormányalakítási tárgyalásokat követően megalakult a Kosor-kormány, amelynek legtöbb tagja az előző Sanader-adminisztrációnak is tagja volt. Július 6-án a parlament 153 képviselőből 83 igen szavazattal megerősítette a függetlenség elnyerése utáni Horvátország első női miniszterelnökének tisztségében. Az ellenzék, amely Sanadert gyávának, Kosort pedig bábjának nevezte, nem örült ennek a fejleménynek mondván, hogy előrehozott általános választásokra van szükség.
Megbízatásának első hónapjában Kosor hatalmas költségvetési deficittel és magas munkanélküliséggel szembesült, így rendkívüli költségvetést vezetett be, amelynek célja a kiadások és az államadósság csökkentése volt. A költségvetés elfogadásával párhuzamosan hozott egyik legnépszerűtlenebb megszorító intézkedés az új jövedelemadó, az úgynevezett „válságadó” volt. Ezenkívül a hozzáadottérték-adó mértékét 22%-ról 23%-ra emelte. A vállalkozások indokolatlan teherként kritizálták az adóemeléseket, valamint az adótörvény-módosítások ötletét a költségvetési év közepén, míg a független közgazdászok leginkább azt jegyezték meg, hogy az új adók csökkentik a fogyasztói kiadásokat és tovább lassítják a gazdaságot. Az ellenzék hevesen bírálta az új intézkedéseket. Valójában a kormány pénzügyek kezelése népszerűtlen volt a nyilvánosság körében, ami azt eredményezte, hogy a miniszterelnök népszerűsége az első hónap végére elszomorítóan romlott, 32%-ra csökkent.

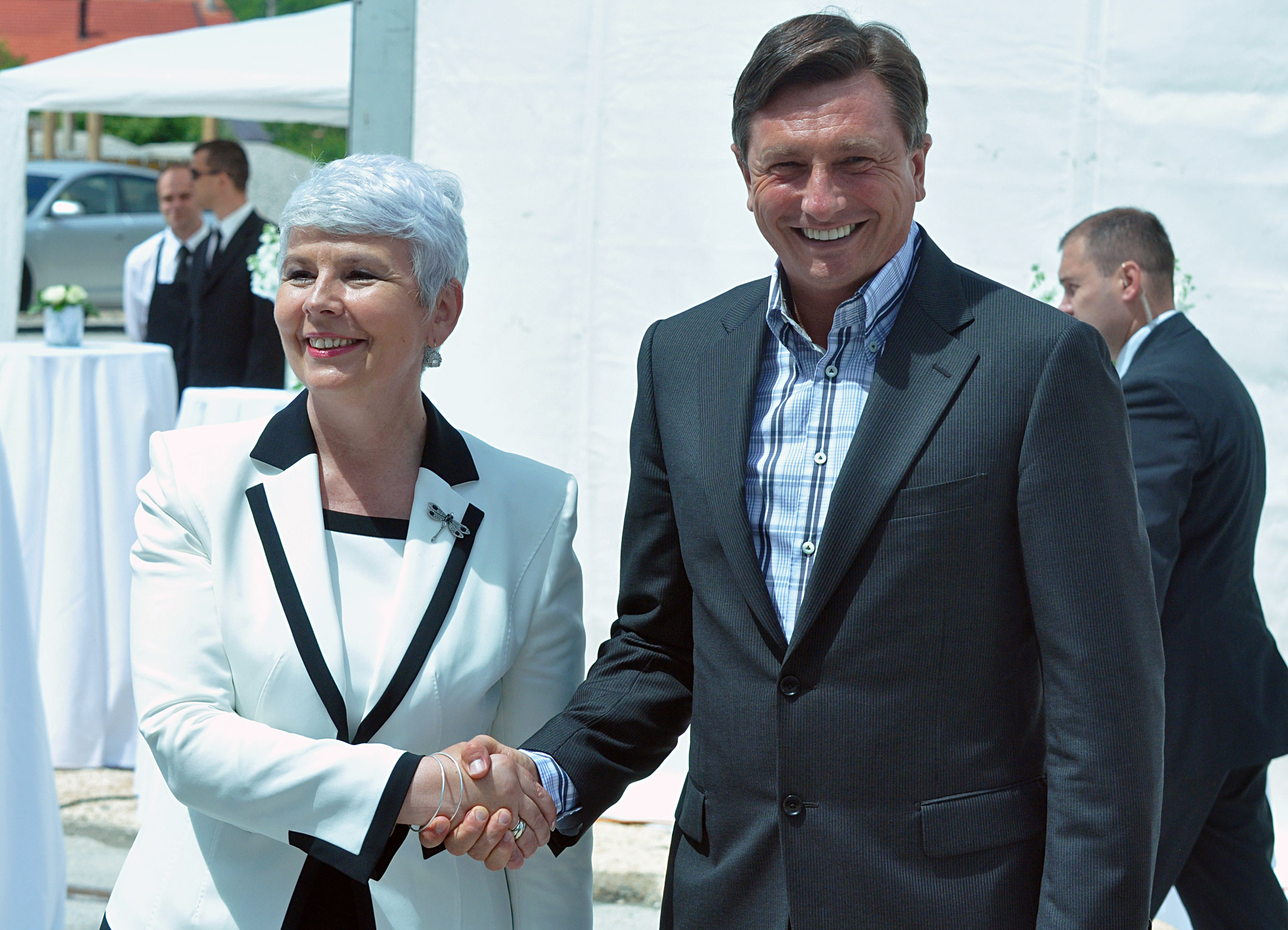
2011-ben Bohut Pahor szlovén miniszterelnökkel Gospićban

2009 utolsó negyedévében számos köztisztviselőt, valamint különböző kormányzati szervek igazgatótanácsának tagjait gyanúsították meg korrupciós tevékenységekben való részvétellel. Ezen vádak alapján példátlan számú köztisztviselőt tartóztattak le, ami Kosor kormányának dicséretét és kritikáját is eredményezte. A dicséretet többnyire azoktól kapta, akik úgy vélték, hogy a kormány végre határozottabban fellépett a politikai korrupció ellen, míg mások azért bírálták, hogy a legtöbb gyanúsított Kosor saját Horvát Demokratikus Közösségének tagja volt. Az ellenzék politikai felelősséggel vádolta a kormányt, különösen a miniszterelnököt, azt állítva, hogy lehetetlen, hogy Kosor ne tudta volna, mi történik körülötte, amikor a kormányfő helyettese volt azelőtt, hogy miniszterelnök lett volna. A vádak egyre hangosabbak lettek, mivel egyre több korrupciós ügy kötődött Ivo Sanader volt miniszterelnökhöz. 2009. október 30-án Damir Polancec, a HDZ elnökségének tagja korrupciós vádak miatt lemondott miniszterelnök-helyettesi és gazdasági miniszteri posztjáról.
2010. január 3-án Ivo Sanader bejelentette, hogy visszatér az aktív politikához mondván, hogy hiba volt felhagynia a politizálással. Az alig egy héttel korábban tartott elnökválasztás első fordulójában a HDZ elnökjelöltje, Andrija Hebrang gyenge eredményére hivatkozva Kosort és a HDZ elnökségének tagjait kudarcos vezetéssel vádolta meg. Az ország legnagyobb pártjának, a HDZ-nek az elnökjelöltjére mindössze a szavazatok 12%-a jutott, mely csak a harmadik helyre volt elég, ami a HDZ elnökjelöltjének valaha volt legalacsonyabb eredménye lett. Ivo Josipović, a legnagyobb ellenzéki párt, a Szociáldemokrata Párt jelöltje elsöprő győzelmet aratott a január 10-i második fordulóban. A legtöbb politikai szakértő, valamint a közvélemény többsége úgy vélte, Sanader meglepetésszerű visszatérésének valódi oka az a félelem, mely a hivatalából való távozása óta felmerült számos korrupciós botrányhoz kötődik. Január 4-én, Sanader puccsának másnapján, ahogyan azt a sajtó nevezte, a HDZ elnöksége úgy döntött, hogy Sanadert kizárja a pártból. A horvát közvélemény gyorsan Kosor mellé állt a rendkívül népszerűtlen volt miniszterelnökkel szemben, ami február végére 77%-kal a szavazás kezdete óta a miniszterelnökök legmagasabb támogatottságát eredményezte.

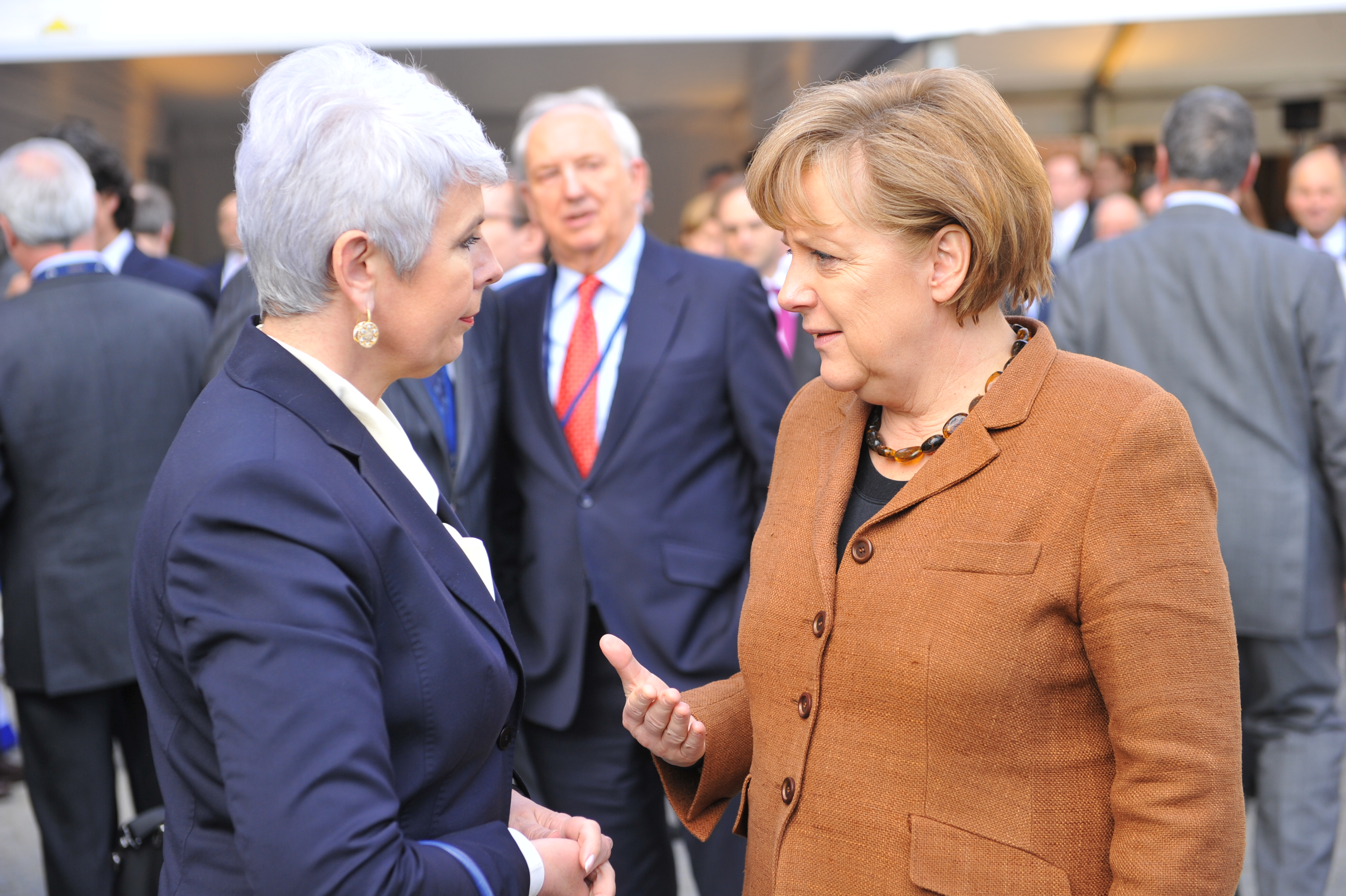
Angela Merkel német kancellárral 2011-ben az Európai Néppárt csúcstalálkozóján

2010-ben a kormány legnagyobb gondját a korrupciót jelentette, aminek következtében a Kosor és kormánya iránti lelkesedés hamar alábbhagyott. Az ipar munkahelyek tízezreit szüntette meg, és megugrott a munkanélküliség. A fogyasztói kiadások drasztikusan csökkentek a 2007-es rekordszinthez képest, ami széles körű problémákat okozott a kereskedelemben és a közlekedési ágazatban. Az import/export egyenlegben az import nagymértékű csökkenése és az export mérsékeltebb csökkenése jelentkezett. A folyamatosan csökkenő életszínvonal mind a miniszterelnöki, mind a kormányzati támogatottság gyors visszaesését eredményezte. Kosor júniusban a munkajog lazítását és vállalkozásbarátabbá tételét javasolta. Ezt erősen ellenezték azok a szakszervezetek, amelyek petícióban tiltakoztak a javasolt változtatások ellen, és népszavazást követeltek a témában. A petíciót több mint 700 ezer állampolgár írta alá, amire Horvátországban még nem volt példa. A 2010-es horvát munkajogi népszavazás előkészítése közben a kormány úgy döntött, hogy elveti a javasolt változtatásokat. Az Alkotmánybíróság végül a népszavazás kérdését kiírhatatlannak nyilvánította, de arra kötelezte a kormányt, hogy a következő évben ne változtasson a munkajogon. Ezt a népszavazás elkerülésének legális módjának tekintették, mert sokak szerint a kormányról, nem pedig a munkajogról kellett volna népszavazást tartani. A szakszervezetek bírálták a lépést, antidemokratikusnak nevezték azt, és tiltakozást jelentettek be.

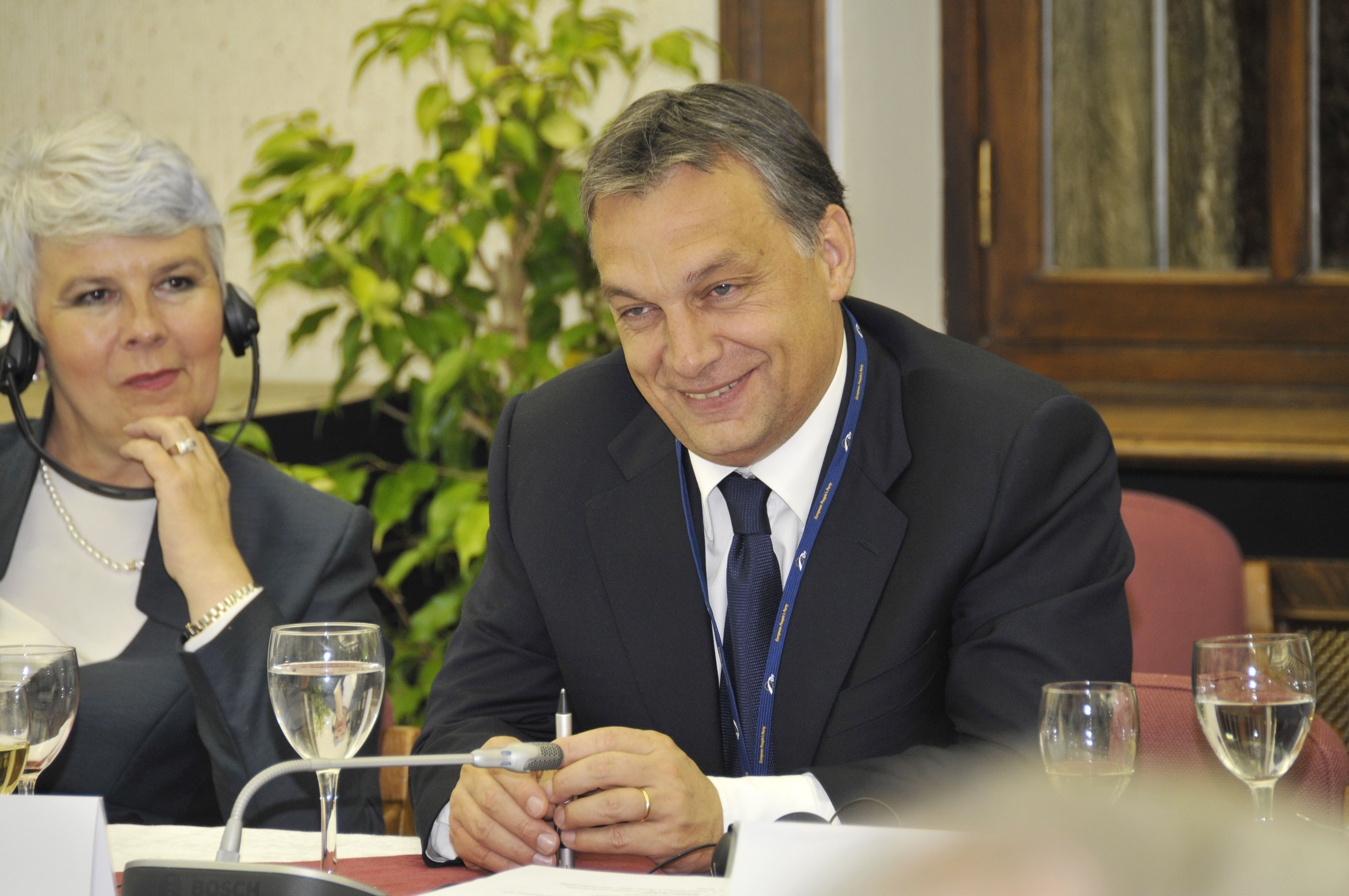
Orbán Viktorral 2010-ben az Európai Néppárt csúcstalálkozóján

2011 augusztusában, a győzelem napjának hivatalos megünneplése alkalmából Kosor nyilvános köszöntőt küldött Ante Gotovina és Mladen Markač horvát tábornoknak, akiket ugyanazon év áprilisában első fokon hozott ítéletében bűnösnek talált a Nemzetközi Törvényszék háborús és emberiesség elleni bűncselekmények vádjában. 2012-ben mindkettőjüket felmentette a törvényszék fellebbviteli testülete, és szabadon engedték őket. Kosor tettét bírálta Boris Tadić szerb elnök, a Független Demokrata Szerb Párt (SDSS) vezetője, Milorad Pupovac, és Slobodan Uzelac (SDSS) miniszterelnök-helyettes, valamint az ellenzéki Szociáldemokrata Párt vezetői, és a Horvát Néppárt is. Az Amnesty International aggodalmának adott hangot. Jadranka Kosor 2009 novemberében megállapodást írt alá Borut Pahorral, Szlovénia miniszterelnökével, amely véget vetett Horvátország EU-csatlakozása szlovén blokkolásának, és lehetővé tette a horvát uniós csatlakozási tárgyalások folytatását. 2011. december 9-én Brüsszelben Kosor miniszterelnök és Ivo Josipović elnök aláírta az EU-csatlakozási szerződést.

### Lemondása utáni tevékenysége
A HDZ 2011-es parlamenti választáson elszenvedett vereségét követően Kosor átadta a hatalmat az újonnan megválasztott miniszterelnöknek, a szociáldemokrata Zoran Milanovićnak. 2011. december 23-án Kosort a horvát parlament alelnökévé választották, emellett a HDZ helyettes elnöke és a parlamenti ellenzék vezetője is volt. Kosor részt vett a HDZ 2012-es vezetőválasztásán, ahol az öt jelölt közül a harmadik helyen végzett. A mérsékelt konzervatív Kosor folyamatosan nyilvánosan kritizálta Tomislav Karamarko vezetését és az új, konzervatívabb pártplatformot. 2012-ben Ivo Sanader korrupciós ügyének tárgyalásán tanúskodott. 2012. június 12-én Kosort és Vladimir Šekset eltávolították az alelnöki pozícióból. 2013-ban kizárták a HDZ-ből, mert „rontotta a párt hírnevét”.

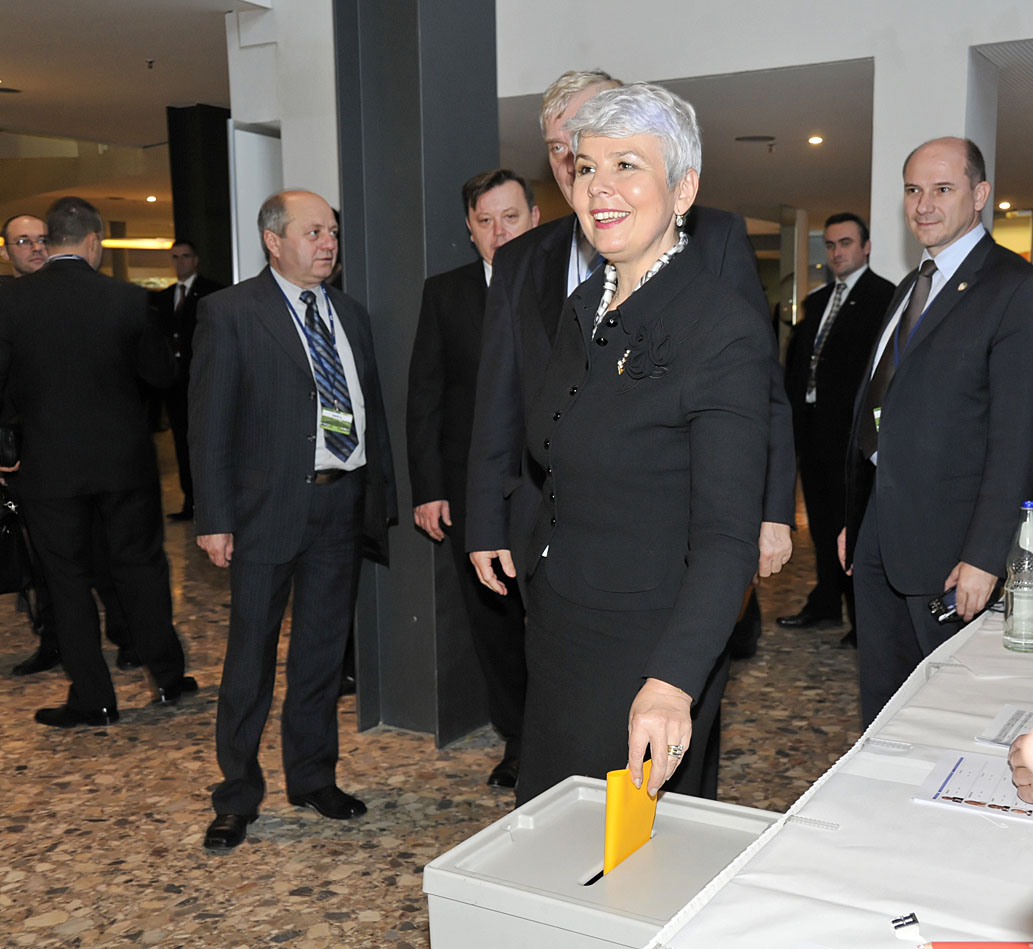
Kosor leadja szavazatát 2009-ben az Európai Néppárt bonni kongresszusán

Kosor ezután független, lényegesen liberálisabb politikusként folytatta. Az azonos neműek házasságának betiltásáról szóló 2013-as népszavazás kérdésének az Alkotmánybíróság elé terjesztése mellett, valamint a javasolt alkotmánymódosítás ellen szavazott. Megváltoztatta a homoszexualitás és az azonos neműek házasságával kapcsolatos korábbi álláspontját, ugyanis amióta politikusként ismert volt ellenezte az LMBT jogok kiterjesztését. Megszavazta az élettársi törvényt is, amely Horvátországban az azonos nemű pároknak a heteroszexuális házaspárokkal azonos jogokat biztosított. Miután 2015-ben halálos fenyegetést kapott, Kosor rendőri védelmet kapott. Azokra a találgatásokra, hogy ő lehet az SDP jelöltje, Kosor végül úgy döntött, hogy a liberális Uspješna Hrvatska (Sikeres Horvátország) koalíció jelöltjeként részt vesz a 2015-ös parlamenti választáson, de végül nem választották be a parlamentbe. Továbbra is kritizálta Tomislav Karamarkót és Kolinda Grabar-Kitarovićot, valamint a Most nezavisnih lista (Független Listák Hídja) pártot határozatlanságuk miatt. 2016 februárjában felszólította Tihomir Orešković miniszterelnököt, hogy miután egy usztasa-jelvényes sapkát viselt egy fényképen távolítsa el Zlatko Hasanbegovićot a kulturális miniszteri posztból. 2016 augusztusában Kosor kijelentette, hogy az egykori usztasa köszöntés, a „Za dom spremni” kiabálása „sértés a háborús veteránokkal és barátaikkal szemben, akik életüket adták egy demokratikus, független és szabad Horvátországért".

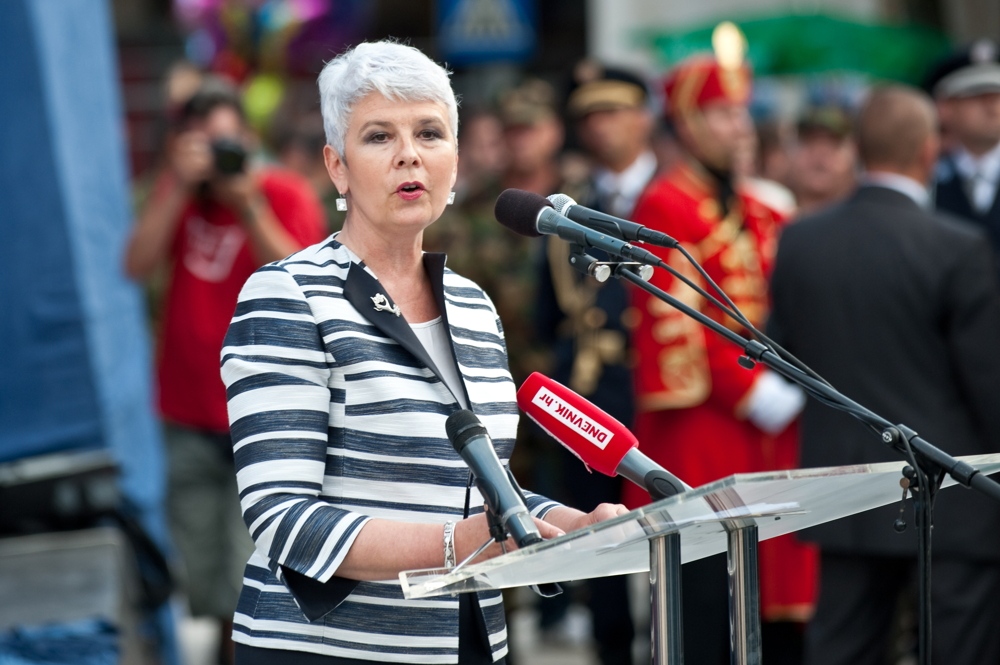
Kosor beszédet mond Kninben a „Vihar” hadművelet 16. évfordulóján

Nagyon aktív a Twitteren, ahol napi eseményekről és politikusok nyilatkozatairól ír. Személyes blogot is vezet – „Day After Yesterday - On Obverses and Reverses of Politics” („Tegnap utáni nap – A politika elő- és hátoldaláról”) címmel. 2017-ben kiadott egy könyvet, amely a blogjában írt szövegeket, valamint „Dnevnik” szlovén baloldali lapnak 2015 és 2017 között a horvát bel- és külpolitikát kommentáló rovatait tartalmazza. Öt könyve jelent meg – kettő verseskötet, kettő a horvát honvédelmi harchoz kapcsolódik, egy pedig a horvát politikával kapcsolatos megjegyzéseit tartalmazza. Kosor megkapta a Horvát Újságírók Szövetségének Arany Toll díját, az Európai Unió Humanitárius Díját, a Horvát Európai Ház Európai Kör díját és a HRT Ivan Šibl életműdíját. Az Elhunyt Veteránok Szülői Egyesületének tiszteletbeli tagja, a „Dodir” Vakok és Siketek Egyesületének tiszteletbeli alelnöke, a Honvédelmi Háborús Veteránok Szövetségének (HVIDRA) tiszteletbeli elnöke, és a Humanisták Nemzetközi Bizottságának a gyermekek és családok bántalmazástól és erőszaktól való védelméért tiszteletbeli elnöke. 1998-ban Vukovár emlékéremmel tüntették ki. A Horvát Hajnalcsillag Rend (Red Danice hrvatske) Antun Radić arcképével díszített kitüntetésének birtokosa.

## Családja
Jadranka Kosor kétszer ment férjhez. 1971 és 1981 között Hrvoje Markulnak, a HTV szerkesztőjének, 1984 és 1993 között pedig Ivo Škopljanacnak, a rádió műsorvezetőjének a felesége volt. Fia, Lovro Škopljanac (1984) a zágrábi Bölcsészet- és Társadalomtudományi Kar Összehasonlító Irodalom Tanszékén dolgozik vezető asszisztensként.

## Fordítás
Ez a szócikk részben vagy egészben  a   Jadranka Kosor című angol Wikipédia-szócikk ezen változatának fordításán alapul.  Az eredeti cikk szerkesztőit annak laptörténete sorolja fel. Ez a jelzés csupán a megfogalmazás eredetét és a szerzői jogokat jelzi, nem szolgál a cikkben szereplő információk forrásmegjelöléseként.